# Ludvig Moltke (översättare)

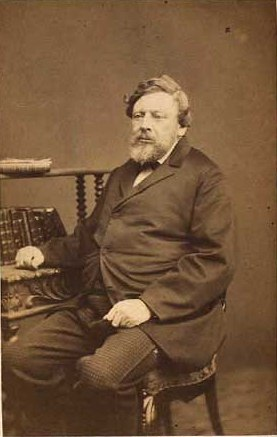
Ludvig Moltke.

Adam Ludvig Joachim Moltke, född den 10 december 1805 i Aalborg, död den 29 augusti 1872 i Köpenhamn, var en dansk jurist. Han var brorson till Anton Carl Frederik Moltke. 
Moltke gjorde sig sedan 1835 känd som översättare till danska av en mängd engelska romaner, bland annat Dickens samlade arbeten.